# Charlie Clausen

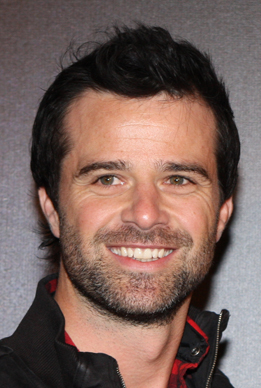
Charlie Clausen (2013)

Charlie Clausen (* 31. Juli 1978 in Melbourne) ist ein australischer Schauspieler, der 2003 durch seine Rolle als Jake Harrison in der australischen Serie McLeods Töchter bekannt wurde. Zuletzt spielte er zwischen 2005 und 2006 die Rolle des Sergeant Alex Kirby in der bisher nur in Amerika ausgestrahlten Polizeiserie Blue Heelers.

## Filmografie (Auswahl)
- 2000: USS Charleston – Die letzte Hoffnung der Menschheit (On the Beach) als Seaman Byers
- 2001: Head Start als Aaron Symonds
- 2002–2003: McLeods Töchter (McLeod's Daughters) als Jake Harrison
- 2005–2006: Blue Heelers als Alex Kirby
- 2006: Dead and Buried als Clive
- 2006: Love No. 9 als Dean
- 2007: Pig Latin
- 2008: Nachbarn (Fernsehserie)
- seit 2013: Home and Away